# نيلس هنريك أبيل
.

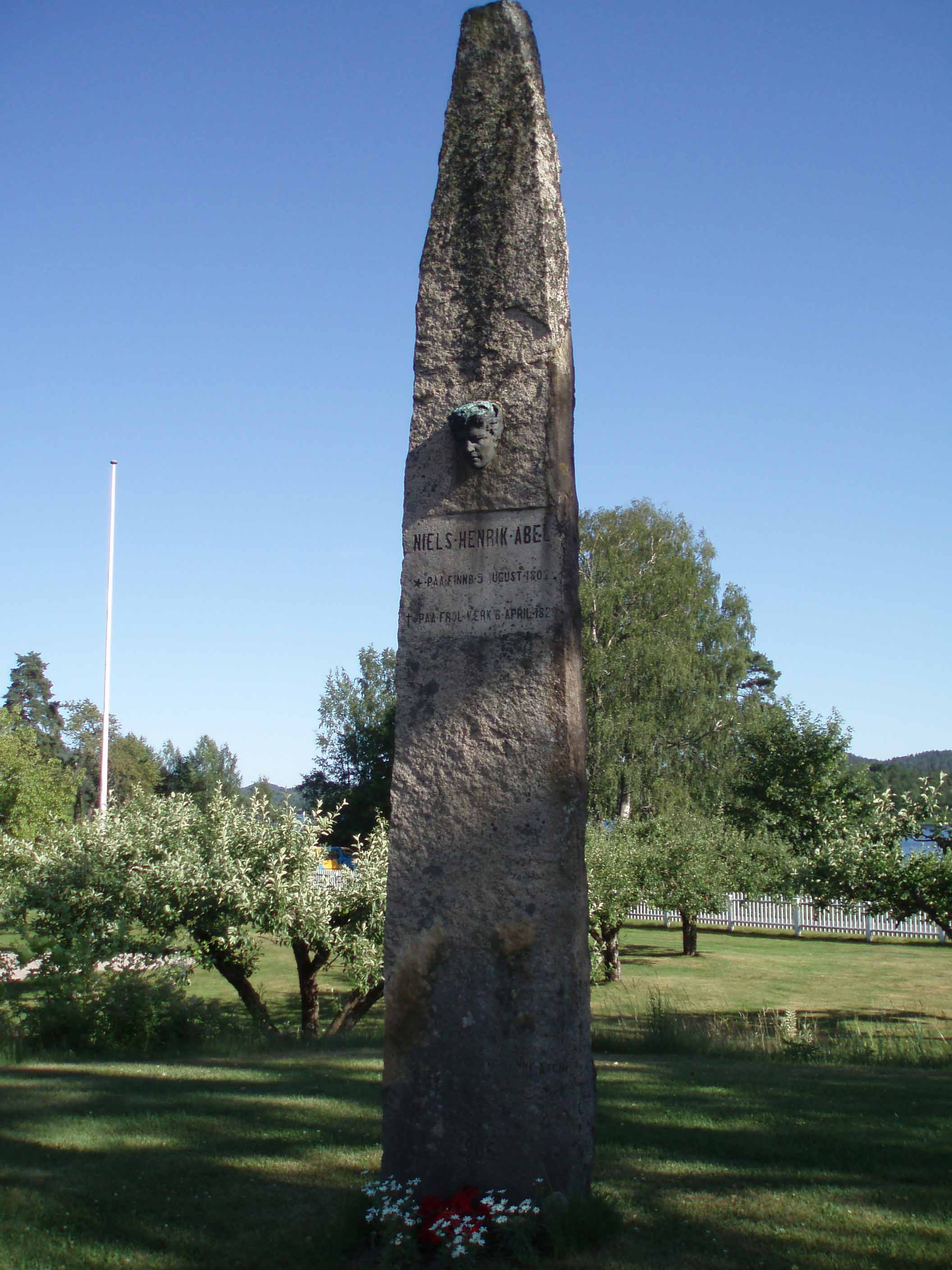
نصب تذكاري مخصص لنيلس هنريك أبيل في قرية صغيرة في النرويج

نيلس هنريك أبيل (بالنروجية:Niels Henrik Abel) (ولد في الخامس من أغسطس عام 1802 وتوفي في السادس من أبريل عام 1829) هو عالم رياضيات نرويجي مشهور، له عديد المساهمات الرائدة في عديد المجالات. له الفضل في برهان عدم إمكانية حل المعادلات الخماسية بالجذور. كانت هذه المسألة واحدة من أهم المعضلات المفتوحة خلال أيامه وكانت قد مرت عليها 250 سنة بدون أن تحل. كان أيضا مبدعا في مجال الدوال الإهليلجية ومكتشفا للدوال الأبيلية. رغم إنجازات أبيل الكبيرة، فإنه لم يعترف بعمله بالقدر الكافي خلال حياته. وقد اكتشف أبيل وهو يعيش في الفقر ومات وعمره لم يتجاوز السادسة والعشرين.

عن أبيل، قال عالم الرياضيات الفرنسي تشارلز هيرمت : 
 وعنه أيضا قال العالم أدريان ماري ليجاندر : 

## وفاته
أصيب أبيل بداء السل بينما كان في باريس. سافر إلى فرولند بمناسبة احتفالات عيد ميلاد المسيح عام 1828، ليزور خطيبته مرة أخرى، ولكن المرض اشتد به خلال سفره. بعد ذلك، تحسنت صحته بصفة مؤقتة، مما مكنه من مضي بعض الوقت مع زوجته، ولكنة توفي قبل يومين اثنين من وصول رسالة له من طرف صديقه أوغست ليوبولد كريل. ولقد كان كريل في كل هذا الوقت، يبحث عن عمل جديد لأبيل في برلين كأستاذ في جامعة. فكتب إليه في الثامن من أبريل عام 1829 ليخبره بهذا الخبر السار، إلا أن الرسالة وصلت متأخرة.

## أعماله في الرياضيات
أعطى أبيل برهانا على ثنائي حد الكرخي-نيوتن بالنسبة لجميع الأعداد متجاوزا بذلك أويلر الذي كان قد برهن على هاته المبرهنة بالنسبة للأعداد الجذرية فقط. عندما كان عمره تسعة عشر عاما، برهن أنه لا توجد حلول جبرية عامة للمعادلات الخماسية. اخترع بمعزل عن إيفاريست جالوا، فرعا من الرياضيات غاية في الأهمية، يعرف بنظرية الزمر، له أهمية قصوى في مجموعة من مجالات الرياضيات وفي الفيزياء أيضا.
ليس من السهل تفسير وعرض جميع أعمال أبيل. في سن 19 برهن على استحالة حل معادلة جبرية من الدرجة الخامسة، ترك أعمالا في البنيات الجبرية، هذه الأعمــال نشرها Jacobi حيت بين أن أبيل نابغة يستحق كل التقدير والاحترام. حصل بعد موته على أكبر جائزة في الرياضيات من معهد فرنسا للرياضيات سنة 1830.

## روابط خارجية
- نيلز هنريك أبيل على موقع الموسوعة البريطانية (الإنجليزية)
- نيلز هنريك أبيل على موقع إن إن دي بي (الإنجليزية)